# Le Phare
Le Phare è il terzo album di Yann Tiersen, pubblicato nel 1998 dalla EMI. Sarà l'album che lo consacrerà al pubblico francese come eroe nazionale, riscuotendo anche ottimi consensi internazionali. L'album è a detta di molti il più riuscito della carriera del polistrumentista francese. In questo lavoro egli adopera violini, piani, fisarmoniche e carillon di tutti i tipi, creando eccellenti trame musicali. Diversi brani verranno poi riutilizzati da Tiersen per arricchire la colonna sonora del film francese Il favoloso mondo di Amélie.

## Tracce
1. Le quartier – 2:01
2. La rupture – 2:49
3. Monochrome – 3:16
4. La dispute – 4:14
5. L'arrivée sur l'île – 1:03
6. La noyée – 2:23
7. Le fromveur – 1:20
8. L'homme aux bras ballants – 5:05
9. Sur le fil – 7:27
10. Les jours heureux – 2:10
11. La crise – 1:37
12. Les bras de mer – 3:10
13. La chute – 5:48
14. L'effondrement – 1:32